# 兼松衆
兼松 衆（かねまつ しゅう、1988年10月8日 - ）は、日本の作曲家、編曲家、ピアニスト。奈良県橿原市生まれ。奈良学園高等学校、国立音楽大学卒業。

劇伴音楽のほか、ミュージカルなど舞台音楽、アーティストへの楽曲提供・アレンジャーとしても活動。

Mrs. GREEN APPLEのサポートメンバー、鷺巣詩郎作品のオーケストレーターとしても知られる。
。

## 作品

### 映画
- 探検隊の栄光（2015年）
- 猫なんかよんでもこない。（2016年）[2]
- エヴェレスト 神々の山嶺（音楽：加古隆、※編曲）（2016年） [3]
- 僕らのごはんは明日で待ってる（2017年）[4]
- チア☆ダン〜女子高生がチアダンスで全米制覇しちゃったホントの話〜（オリジナルダンスミュージック制作〈伊橋成哉・tasukuと共同、劇伴音楽はやまだ豊）（2017年） [5]
- 米軍が最も恐れた男 その名は、カメジロー（テーマ音楽：坂本龍一、※テーマ音楽以外の劇伴を担当）（2017年） [6]
- 8年越しの花嫁 奇跡の実話（音楽：村松崇継、※劇中歌曲編曲）（2017年） [7]
- スマホを落としただけなのに（大間々昂と共同）（2018年） [8]
- がっこうぐらし!（2019年）[9]
- TAKAYUKI YAMADA DOCUMENTARY「No Pain,No Gain」（2020年）[10]
- 米軍が最も恐れた男 カメジロー不屈の生涯（2020年）[11]
- 恐怖人形（2020年）[12]
- スマホを落としただけなのに 囚われの殺人鬼（堤博明・大間々昂と共同）（2020年） [13]
- 生きろ 島田叡－戦中最後の沖縄県知事（中村巴奈重と共同）（2021年） [14]
- 浅草キッド(Netflix映画)（音楽：大間々昂、※ブラスアレンジ・ピアノ演奏）（2021年） [15]
- シン・ウルトラマン（音楽：鷺巣詩郎 ※オーケストレーション）（2022年）
- ディア・ファミリー（2024年）
- ヤマトよ永遠に REBEL3199（宮川彬良と共同／宮川泰と連名）（2024年）
- 太陽（ティダ）の運命（2025年）

### ドラマ
- 親父がくれた秘密〜下荒井5兄弟の帰郷〜（2012年・テレビ東京、大間々昂と共同）[16]
- 黒の女教師（第6話、劇中ピアノ曲〈作曲・演奏〉、2012年・TBS）
- 地域ドラマ「花園オールドボーイ」（2013年・NHK、大間々昂と共同）[17]
- 浅見光彦シリーズ「天河伝説殺人事件」テーマ音楽（2013年・TBS）
- おやじの背中（第1話・第4話）（2015年・TBS）[18]
- 月曜ゴールデン特別企画 『松本清張サスペンス「影の地帯」』（2015年・TBS）
- 保育探偵25時〜花咲慎一郎は眠れない!!〜（2015年・テレビ東京）[19]
- 下町ロケット（2015年・TBS、服部隆之作曲のメインテーマのヴァリエーション編曲・および中村巴奈重・田渕夏海と共同でその他劇伴の作曲を担当）[20]
- 家族ノカタチ（2016年・TBS、大間々昂と共同）[21]
- 火の粉（2016年・東海テレビ、大間々昂と共同）[22]
- 黒い十人の女（2016年・読売テレビ制作・日本テレビ系）[23]
- 真昼の悪魔（2017年・東海テレビ、大間々昂・田渕夏海と共同）[24]
- あなたのことはそれほど（2017年・TBS）[25]
- 脳にスマホが埋められた!（2017年・読売テレビ制作・日本テレビ）[26]
- あなたには帰る家がある（2018年・TBS）[27]
- FMシアター「海を駆ける」（2018年・NHK）
- 捜査会議はリビングで!（2018年・NHK）[28]
- 僕らは奇跡でできている（2018年・関西テレビ制作・フジテレビ）[29]
- 初めて恋をした日に読む話（2019年・TBS、出羽良彰と共同）[30]
- 白い巨塔（2019年・テレビ朝日）[31]
- 4分間のマリーゴールド（2019年・TBS、櫻井美希と共同）[32]
- シロでもクロでもない世界で、パンダは笑う。（2020年・読売テレビ制作・日本テレビ）[33]
- 捜査会議はリビングで おかわり!（2020年・NHK）[34]
- ピーナッツバターサンドウィッチ（2020年・MBS）[35]
- ディア・ペイシェント〜絆のカルテ〜（2020年・NHK）[36]
- 恐怖新聞（2020年・東海テレビ制作・フジテレビ）[37]
- 恋する母たち（2020年・TBS、出羽良彰と共同）[38]
- 江戸モアゼル（2021年・読売テレビ製作、中村巴奈重、櫻井美希と共同）[39]
- 着飾る恋には理由があって（2021年・TBS、神山羊、田渕夏海と共同）[40]
- サレタガワのブルー（2021年・MBS、斎木達彦と共同）[41]
- 僕らが殺した、最愛のキミ（2021年・TELASA）[42]
- 剣樹抄〜光圀公と俺〜（2021年・NHK）[43]
- 金田一少年の事件簿（2022年・日本テレビ・斎木達彦、見岳章と共同）[44]
- 池波正太郎生誕100年 BS特集時代劇「まんぞく まんぞく」（2022年・NHK）[45]
- VIVANT（2023年・TBS）音楽協力（千住明作曲のメインテーマのヴァリエーション編曲）
- 僕の愛しい妖怪ガールフレンド（2024年・Amazon Prime Video）
- 私の知らない私（2025年・読売テレビ制作・日本テレビ、田渕夏海と共同）

### アニメーション
- 城下町のダンデライオン（2015年・TBS[46]、大間々昂・田渕夏海と共同）[47]
- クロックワーク・プラネット（2017年・TBS、中村巴奈重、中野香梨、宝野聡史、田渕夏海と共同 [48]
- DYNAMIC CHORD（2017年・TBS）[49]
- 乙女ゲームの破滅フラグしかない悪役令嬢に転生してしまった…（2020年・MBS、田渕夏海・中村巴奈重・斎木達彦・櫻井美希と共同）[50]
- 乙女ゲームの破滅フラグしかない悪役令嬢に転生してしまった…X（2021年・MBS、田渕夏海・中村巴奈重・斎木達彦・櫻井美希・中嶋純子・青木沙也果・佐久間奏と共同）
- うまゆる（2022年、第10話）
- 女神のカフェテラス（櫻井美希と共同）（2023年・TBS）[51]
- はめつのおうこく（櫻井美希・中村巴奈重と共同）（2023年・TBS）
- 想星のアクエリオン Myth of Emotions（大間々昴と共同）（2025年・TOKYO MXほか）[52]
- MAO（2026年、NHK総合）[53]

### ドキュメンタリー
- NEWS23X終戦特番『綾瀬はるか「戦争」を聞く』（2012年・TBS、テーマ音楽）[54]
- 8.12日航ジャンボ機 墜落事故30年の真相（2015年・TBS、テーマ音楽）[55]
- 戦後70年千の証言スペシャル「私の街も戦場だった」（2015年・TBS、テーマ音楽）[56]
- 戦後70年千の証言スペシャル「私の街も戦場だったII 今伝えたい家族の物語」（2015年・TBS、テーマ音楽）[57]
- ものづくり日本の奇跡（2015年・TBS、音楽：千住明、音源制作・ヴァリエーション編曲）[58]
- NHKスペシャル シリーズ「人類誕生」（2018年・NHK、大間々昂と共同）[59]
- NHKスペシャル『スペース・スペクタクル』（2019年・NHK、大間々昂・中村巴奈重と共同）[60]
- NHKスペシャル『食の起源』（2019年・NHK、中村巴奈重・斎木達彦と共同）[61]

### その他TV番組
- 夢の扉+テーマ曲「やさしい雨（小田和正）」（2013年・TBS）[62]
- Nスタ（2014年・TBS）
- 報道LIVE あさチャン!サタデー（2014年・TBS）
- いっぷく!（2014年・TBS）
- NEWS23（いきものがかり/涙がきえるなら）インストヴァージョン編曲（2014年・TBS）
- MBSベースボールパーク（2014年・MBS）
- NEWS23「Cerulean Eyes」（2016年- 2019年5月、TBS）[63]
- スマイルすきっぷ〜明日の元気をフルチャージ!〜（2018年・TBS）[64]
- ハートネットTV（2018年・NHK）[65]
- きょうの健康（2022年・NHK）[66]

### 楽曲提供
- 手嶌葵 10thアルバム「Ren'dez-vous」収録 (2014年)
  - Tr11. あなたのぬくもりをおぼえてる（作詞：Komei Kobayashi）
  - Tr4 Voyage a Paris～風に吹かれて～ （作詞：いしわたり淳治）
  - Tr2 ショコラ（作詞：いしわたり淳治）
- チームハンサム 「Never Let Go!」（共作・予習＋復習Soundtrack2014「EVER LASTING STORY」、復習DVD「BOYS, BE HANDSOME!!!」収録）(2014年)
- A.B.C-Z「BIG STAR」（共作・6th DVD『Legend Story』収録) (2014年)
- Kis-My-Ft2「Holy night with you」（共作・12th Single「Thank youじゃん!」c/w）(2014年)
- A.B.C-Z 「メクルメク」（共作・2nd AL『A.B.Sea Market』収録）(2015年)
- 嵐「Make a wish」（共作・14th AL『Japonism』収録）(2015年)
- 手嶌葵 11thアルバム「青い図書室」収録曲 (2016年)
  - Tr4 海を見つめる日（作詞：手嶌葵）
- 薬師丸ひろ子 AL「エトワール」作編曲・演奏(2018年)[67]
- Sexy Zone
  - 「XYZ=repainting」収録 Disc2 Tr3「Kiss You Good-Bye」(佐藤勝利ソロ)（共作）(2018年)
  - 「イノセントデイズ」収録「星の雨」（共作）(2018年)
  - 「RUN」収録「Break Bad」(共作) (2020年)
- Hey! Say! JUMP「SENSE or LOVE」収録「女王蜂」（共作）(2018年)
- 手嶌葵
  - 「真夜中のメロディ」作編曲（作詞：いしわたり淳治、ラジオ深夜便「深夜便のうた」10月 - 11月）(2019年)
  - 「こころをこめて」作編曲（作詞：いしわたり淳治）(2019年)
- Shuta Sueyoshi 2ndAL「WONDER HACK」収録 「WONDER HACK -introduction-」(2019年)
- TRUE 「黎明」作編曲・演奏 TVアニメ「転生したらスライムだった件」第2期 前奏曲(2020年)
- King & Princeシングル「Mazy Night」収録「ゴールデンアワー」 (2020年)
- 全農「NO RICE NO LIFE PROJECT」キャンペーンソング 「ひとつぶ」（吉田山田と共作）　(2021年)
- Liella!（ラブライブ!スーパースター!!）
  - 1stSG「始まりは君の空」作曲・編曲　(2022年)
- Misty Tone feat.石野理子 「ひとひら」「ぬくもり」作曲・編曲　(2023年)
- シャチフレ 「かいじん」作曲・編曲　(2023年)
- 薬師丸ひろ子 AL「Tree」収録「時の道標」作編曲・演奏　(2024年)
- 倉本千奈「Wonder Scale」 学園アイドルマスター 作曲・編曲 (2024年)
- King & Princeシングル「Do Dance」作編曲・演奏（共作） (2025年)

### 編曲
- 坂本龍一「ETUDE」吹奏楽編曲（こどもの音楽再生基金） (2012年)
- 吉田山田「航海」（3rdアルバム「吉田山田」に収録） (2014年)
- 歌曲集 「枕草子」（作詞 一倉宏、作曲 上田知華） (2014年)
- 和楽器ディズニー Music Selection (2014年)
- 浜崎あゆみ クラシックAL『Winter diary〜 A7 Classical〜』  Tr10  The Show Must Go On オーケストラ編曲 (2015年)
- 日本フィル＆サントリーホール×田代万里生とっておき アフタヌーン Vol.1「ミュージカル×オーケストラ」編曲 (2015年)
- 濱田めぐみ 20周年記念AL『Campanula(カンパニュラ)』 編曲・ピアノ演奏（全曲） (2016年)
- 奇妙礼太郎 「七色LADY～DADADA花吹雪20万年ガール」編曲 (2016年)
- なかにし礼 「なかにし礼と13人の女優たち」Tr.13「リメンバー」ストリングス編曲 (2016年)
- DANCE EARTH PARTY 「NEO ZIPANG 〜UTAGE〜」Tr.2 「NEO ZIPANG BREAKS」 Additional Arrange (2016年)
- 天才凡人「アラーム」Tr.1「アラーム」ストリングス編曲 (2016年)
- chay「わたしがいるよ」9thSG C/W 編曲 (2016年)
- chay「手紙」10thSG C/W 編曲 (2017年)
- 高畑充希「何日君再来」編曲・演奏（映画「いつまた、君と〜何日君再来〜」主題歌） (2017年)
- 吉田山田「化粧」（5thアルバム「変身」に収録） (2017年)
- 阿久悠 カバーアルバム「POWER」 （Tr.2,5,6,7,8,9,12）編曲 演奏 (2017年)
- ミッツ・マングローブ SG「東京タワー」（作詩/五木寛之 作曲/立原岬）編曲 演奏 (2018年)
- 香寿たつき AL「グラジオラス」 （Tr.12,13）編曲 演奏 (2018年)
- クミコ AL「私の好きなシャンソン 〜ニューベスト〜」Tr01.02 編曲 演奏 (2018年)
- KAT-TUN 「CAST」収録 「DIRTY, SEXY, NIGHT」 編曲 (2018年)
- 手嶌葵 13thアルバム「Cheek to Cheek ～I Love Cinemas～」編曲 演奏 (2018年)
  - Tr04 On The Street Where You Live
  - Tr06 Kiss The Girl
- 鬼束ちひろ「End of the world」 編曲 演奏 (2019年)
- King & Prince アルバム「King & Prince」収録 「Song for you 〜君を信じて〜」 ストリングスアレンジ・ピアノ (2019年)
- King & Prince シングル「koi-wazurai」収録「Smiling Forever」ブラスアレンジ・ピアノ (2019年)
- 田代万里生 10周年記念AL『Simpatia』 編曲・ピアノ演奏 (2019年)
- nano.RIPE「ヨルガオ」（NHK「みんなのうた」8月・9月放送曲）編曲 演奏　（2019年）
- 小曽根真 Christmas Jazz Night2019 オーケストラ編曲 (2019年)
- Sexy Zone アルバム「POP × STEP!?」収録「まっすぐのススメ！」ブラスアレンジ (2020年)
- Wakana アルバム「magic moment」収録  Tr10「Happy Hello Day」Tr11「magic moment」編曲・ピアノ (2020年)
- 志麻 2ndソロアルバム「noise」収録 「believe」編曲・ピアノ (2020年)
- Sexy Zone 18thSG「RUN」収録「Break Bad」ブラスアレンジ・ピアノ (2020年)
- King & Prince アルバム「L&」収録 「Key of Heart」「Amazing Romance」 編曲・ブラスアレンジ (2020年)
- 眉村ちあき 配信限定SG「冒険隊 〜森の勇者〜」編曲 演奏 プロデュース (2020年)
- 鬼束ちひろ AL「HYSTERIA」 編曲 演奏 プロデュース (2020年)
- Wakana アルバム「Wakana Covers ～Anime Classics～」収録  Tr03「Rain」Tr04「いのちの名前」Tr10.「夢のゆくえ」編曲・ピアノ (2020年)
- 眉村ちあき AL「日本元気女歌手」Tr 01,11,15 編曲 演奏 プロデュース (2020年)
- 第26回 東急ジルベスターコンサート 小曽根真「No Siesta」オーケストレーション (2021年)
- Liella!（ラブライブ!スーパースター!!）
  - 「私のSymphony」弦管編曲 （2021年）
  - 「未来は風のように」弦編曲 （2021年）
  - 「Tiny Stars」弦編曲 （2021年）
  - 「心キラララ」編曲 （2021年）
  - 「Wish Song」編曲 （2021年）
  - 「Starlight Prologue」弦編曲 （2021年）
  - 「Stella!」弦編曲 （2021年）
  - 「What a Wonderful Dream!!」弦編曲 （2022年）
  - 「追いかける夢の先で」弦編曲 （2022年）
  - 「Sing! Shine! Smile!」弦編曲 （2022年）
  - 「未来の音が聴こえる」編曲 （2022年）
  - 「DAISUKI FULL POWER」弦編曲 （2024年）
  - 「笑顔のPromise」編曲 （2025年）
- 手嶌葵「夜明かりのトロイメライ」編曲（作詞・作曲：岡崎体育）（7th Single「ただいま」c/w） (2021年)
- 岡崎体育「湖」編曲（4th AL「FIGHT CLUB」収録）(2021年)
- ヒグチアイ「やめるなら今」編曲 ギター（配信限定SG）(2021年)
- ヒグチアイ「悪魔の子」編曲 （TVアニメ「進撃の巨人」The Final Season Part 2 ED）(2022年)
- 手嶌葵「瑠璃色の地球(「未来への航海」バージョン) 」編曲 (2022年)
- Snow Man 「オレンジkiss」ストリングスアレンジ (2022年)
- meiyo 「間一発」収録「あとがき」編曲・演奏 (2022年)
- モノンクル 「READY」編曲 (2022年)
- Sexy Zone 「Trust Me, Trust You.」収録「惑星」ストリングス・ブラス編曲 (2022年)
- ハマいく「ビートDEトーヒ」（作詞作曲：meiyo ）編曲 (2022年)
- Snow Man 「ボクとキミと」ストリングス編曲 ピアノ (2022年)
- 吉田山田「Monster」「もしもの話」（5thアルバム「備忘録音」に収録） (2023年)
- 町田ちま 「名前のない感情」編曲 (2023年)
- 楠木ともり 「StrangeX」ストリングス編曲 （作詞作曲：meiyo ）(2023年)
- 手嶌葵「森の小さなレストラン」編曲 (2023年)
- ヒグチアイ「祈り」編曲 (2023年)
- 「たからもの」五等分の花嫁∽ED 編曲 (2023年)
- SiM 「The Rumbling (Orchestra Ver.)」 編曲 (2023年)
- ChroNoiR「Twilight」（作詞作曲：ヒグチアイ ）編曲 (2024年)
- Mrs. GREEN APPLE「Dear」ストリングス編曲  (2024年)
- UVERworld「MEMORIES of the End」ストリングス編曲  (2024年)
- 薬師丸ひろ子 AL「Tree」収録「きみの月光」「水色星座」編曲・演奏 (2024年)
- 眉村ちあき 「季節風」編曲  (2024年)
- TRUE 「ユーレカ」編曲（ヤマトよ永遠に REBEL3199第三章ED主題歌）(2025年)
- 大原櫻子 「Sound of Music」編曲・演奏  (2025年)
- 大原櫻子 「伸ばしかけ」編曲・演奏  (2025年)
- 学園アイドルマスター「標（しるべ）」編曲・演奏  (2025年)
- 糸奇はな「Truth」（アークナイツ【焔燼曙明/RISE FROM EMBER】ED）編曲・演奏  (2025年)
- Mrs. GREEN APPLE「慶びの種」編曲・演奏  (2025年)
- Mrs. GREEN APPLE「夏の影」編曲・演奏  (2025年)
- 小柳ゆき 25周年記念セルフカバーアルバム『Orchestra』 tr01「愛情」tr04「remain～心の鍵」編曲 (2025年)

### 舞台
- 池袋ウエストゲートパーク SONG＆DANCE (2017年)
- ミュージカル・新テニスの王子様
  - The First Stage (2020年)
  - The Second Stage (2022年)
  - Revolution Live 2022 (2022年)
  - The Third Stage (2023年)
  - The Fourth Stage (2024年)
- 劇団四季 ファミリーミュージカル
  - 「はじまりの樹の神話　〜こそあどの森の物語〜」 (2021年)
  - 『ジャック・オー・ランド ～ユーリと魔物の笛～』 (2023年)
- 舞台『吸血鬼すぐ死ぬ』 (2023年)
- ROCK MUSICAL BLEACH
  - 〜Arrancar the Beginning〜（2024年）[68]
  - 〜Arrancar the Final〜（2025年）[69]

### CM
- ファンケル 無添加スキンケア「ふれあう肌」（歌：手嶌葵）(2013年)
- サントリーウエルネス「ミルコラ」(2014年)
- ロッテ EATMINT「ミント3兄弟」篇 (2018年)
- しゃぶしゃぶ温野菜「もっとおいしく」編 (2018年)
- 日本マクドナルド 「ワッフルコーン マクドナルドの本気」篇 (2018年)
- ブリヂストン レグノ 「REGNO FEELING」篇 (2019年)
- カゴメ 創業120周年記念ソング「進めカゴメ」 (2019年)
- キヤノン your EOS 「父の写真」篇 (2021年)
- 東芝 未来への航海 エネルギー／インフラ／デバイス」篇（「瑠璃色の地球」編曲　歌：手嶌葵） (2021年)

### ゲーム音楽
- ディズニー ミュージックパレード テーマ音楽（2021年、タイトー）
- ベヨネッタ3「Let's Dance, Boys! (3rd Climax Mix)」編曲（2022年、任天堂）
- ウマ娘 プリティーダービー  「WINNING LIVE 17」に収録（2024年、Cygames）

### 演奏その他
- TVアニメ「ヴィンランド・サガ」（音楽：やまだ豊） Piano
- TVドラマ「ギルティ〜この恋は罪ですか?〜」（音楽：中村巴奈重、田渕夏海）Piano, Keyboard
- TVドラマ「女子高生の無駄づかい」（音楽：田渕夏海、中村巴奈重）Piano
- NHKスペシャル「天皇が創った至宝〜正倉院が伝える”日本誕生"」（音楽：田渕夏海、中嶋純子）Piano,Conductor
- TVドラマ「モトカレマニア」（音楽：田渕夏海、中村巴奈重）Piano, Keyboard
- 映画「ひとよ」（音楽：大間々昂） Piano
- 山下智久 「UNLEASHED」収録「With You」Piano
- TVドラマ「おしい刑事」（音楽：田渕夏海）Piano
- 映画「見えない目撃者」（音楽：大間々昂） Conductor
- TVドラマ「マジで航海してます〜Second Season〜」（音楽：田渕夏海、中村巴奈重）Piano, Keyboard
- 映画「長いお別れ」（音楽：渡邊崇） Piano（OST Tr.14のみ）Recorder
- Hey! Say! JUMP 「SENSE or LOVE」収録 「題名のない物語」Piano
- TVアニメ 「五等分の花嫁」（音楽：田渕夏海、中村巴奈重、櫻井美希）Recorder
- 映画「彼女がその名を知らない鳥たち」（音楽：大間々昂） Piano
- 凰稀かなめAL「Again アゲイン」（Tr.1,4,7）Piano
- 劇場アニメ「曇天に笑う〈外伝〉 ～決別、犲の誓い～」（音楽：やまだ豊） Piano
- TVドラマ「カルテット」 1話挿入曲「La Vie en rose」Piano
- TVドラマ「突然ですが、明日結婚します」（音楽：やまだ豊） Piano
- 映画「チア☆ダン〜女子高生がチアダンスで全米制覇しちゃったホントの話〜」（音楽：やまだ豊） Piano
- TVドラマ「地味にスゴイ! 校閲ガール・河野悦子」（音楽：大間々昂） Piano
- 映画「一週間フレンズ」（音楽：やまだ豊） Piano
- NHK ドラマ10「コントレール〜罪と恋〜」（音楽：羽深由理、大間々昂） Piano
- TVドラマ「わたしを離さないで」挿入曲「Never Let Me Go」（音楽：やまだ豊） Piano
- 映画「予告犯」（音楽：大間々昂）  Piano
- 映画「娚の一生」（音楽：遠藤浩二） Vocal
- 舞台「海の家 The Musical」～She side story～ 作曲・音楽監督
- 舞台「ロマンシングガーデン」(ミュージカル)  Seiren Musical Project×東京凡人座 第21弾公演 作曲・音楽監督